# Viga (Filipinas)
Viga es un municipio filipino de cuarta clase, perteneciente a la provincia de Catanduanes, en la región de Bicolandia.

## Toponimia
El lugar puede aparecer referido como «Viga» y «Biga».

## Historia
Hacia mediados del siglo XIX, el lugar, perteneciente por entonces a la provincia de Albáy, tenía contabilizada una población de 3403 habitantes, repartidos en 567 casas. Aparece descrito en el primer volumen del Diccionario geográfico, estadístico, histórico de las Islas Filipinas (1850) de Manuel Buzeta Núñez y Felipe Bravo con las siguientes palabras:

BIGA llamado tambien VIGA: pueblo con cura y gobernadorcillo, en la isla de Catanduanes, dependiente en lo civil y político de la prov. de Albay (cap. Albay en la isla de Luzon, como á unas 20 leg. S. O.) y en lo ecl. á la dióc. de Nueva-Cáceres; sit. en los 127° 57' long., y los 13° 57' lat., en un hermoso valle, á la orilla izq. del r. de su nombre, que desagua en el mar junto á Tambongon. Disfruta de buena ventilacion, y su clima es templado y saludable. Tiene como unas 567 casas, en general de sencillísima construccion, distinguiéndose entre ellas como mas notables, la casa parroquial y la llamada tribunal; hay carcel, y escuela de primeras letras dotada de los fondos de comunidad, á la que concurren varios alumnos; é igl. parr. de buena fábrica, servida por un cura secular. Próximo á ella se encuentra el cementerio, que es bastante capaz y ventilado. Este pueblo se comunica con los inmediatos por medio de buenos caminos, y recibe el correo semanal establecido en el continente de su cabecera. term.: confina por E. con el mar; por S. con las fragosidades del centro de la isla; por O. con los montes que van á formar la punta Iot en el estremo setentrional de la isla, y por N. y N. E. con Payo y Tambongon, que se hallan á corta distancia. El terreno es muy fértil, regado por el r. nombrado, que corre de S. S. O. á N. N. E., formando el valle en que se encuentra la pobl. Sus montes producen buenas maderas de construccion, con especialidad en sus vertientes, y cañadas occidentales; en ellos se encuentra caza mayor y menor y rica miel, que elaboran las abejas en los huecos á propósito para ello. prod. arroz, maiz, abacá, ajonjolí, añil, buri, cocos, mongos, etc. Los naturales se ocupan en la agricultura, beneficio de sus productos, participando de todas estas labores las mugeres, las cuales ademas fabrican varios tejidos, entre los cuales los sinamays son notables. pobl. 3,403 alm., 569 trib., que ascienden á 5,690 rs. plata, equivalentes á 14,225 rs. vn.
(Buzeta y Bravo, 1850, p. 381)

En 2020, tenía censados 22 869 habitantes.